# Chimeric voice
「Chimeric voice」（キメリック・ボイス）は、声優・清水愛の6枚目のシングル。2009年9月9日にMellow Headから発売された。

## 概要
- 前作「恋する旅行少女」から2年ぶりのリリース。
- CD+DVDの仕様で発売され、DVDには「Chimeric voice」のMusic Clipが収録されている。
- カップリングの「Metamorphoses」は、テレビ埼玉『Run Run LAN!』2009年9月度エンディングテーマとして使用された。

## 収録曲
1. Chimeric voice [5:12]
作詞：畑亜貴、作曲・編曲：myu
2. Metamorphoses [4:28]
作詞：畑亜貴、作曲・編曲：myu
3. Chimeric voice （off vocal）
4. Metamorphoses （off vocal）

## DVD
1. Chimeric voice （Music Clip）

## タイアップ
| 曲名          | タイアップ                                              |
| ------------- | ------------------------------------------------------- |
| Metamorphoses | テレビ埼玉『Run Run LAN!』2009年9月度エンディングテーマ |